# Hertog van Ormonde
Hertog van Ormonde (Engels: Duke of Ormonde) is een Ierse en Engelse adellijke titel. 
De titel hertog van Ormonde werd voor de eerste keer gecreëerd in 1661 door Karel II voor James Butler, Markies van Ormonde in de Ierse peerage. In 1682 werd de titel ook in de Engelse peerage gecreëerd. De titel werd de 2e hertog in 1715 ontnomen vanwege zijn deelname aan de Jacobitische opstand van dat jaar. De Ierse titel bleef echter in stand, hoewel de 3e hertog zich daar nooit van bewust is geweest. Met zijn kinderloze overlijden in 1758 verviel de titel definitief.

## Hertog van Ormonde (Ierland) (1661)
- James Butler, 1e hertog van Ormonde (1661-1688)
- James Butler, 2e hertog van Ormonde (1688-1745)
- Charles Butler, 3e hertog van Ormonde (1745-1758)

## Hertog van Ormonde (Engeland) (1682)
- James Butler, 1e hertog van Ormonde (1661-1688)
- James Butler, 2e hertog van Ormonde (1688-1715)